# 曼姓
曼姓是一個中文姓氏，是中国最早的姓氏之一，邓国国君以曼为姓，出自邓国的邓曼就是曼姓，是楚文王的母亲。